# Cuco-canoro

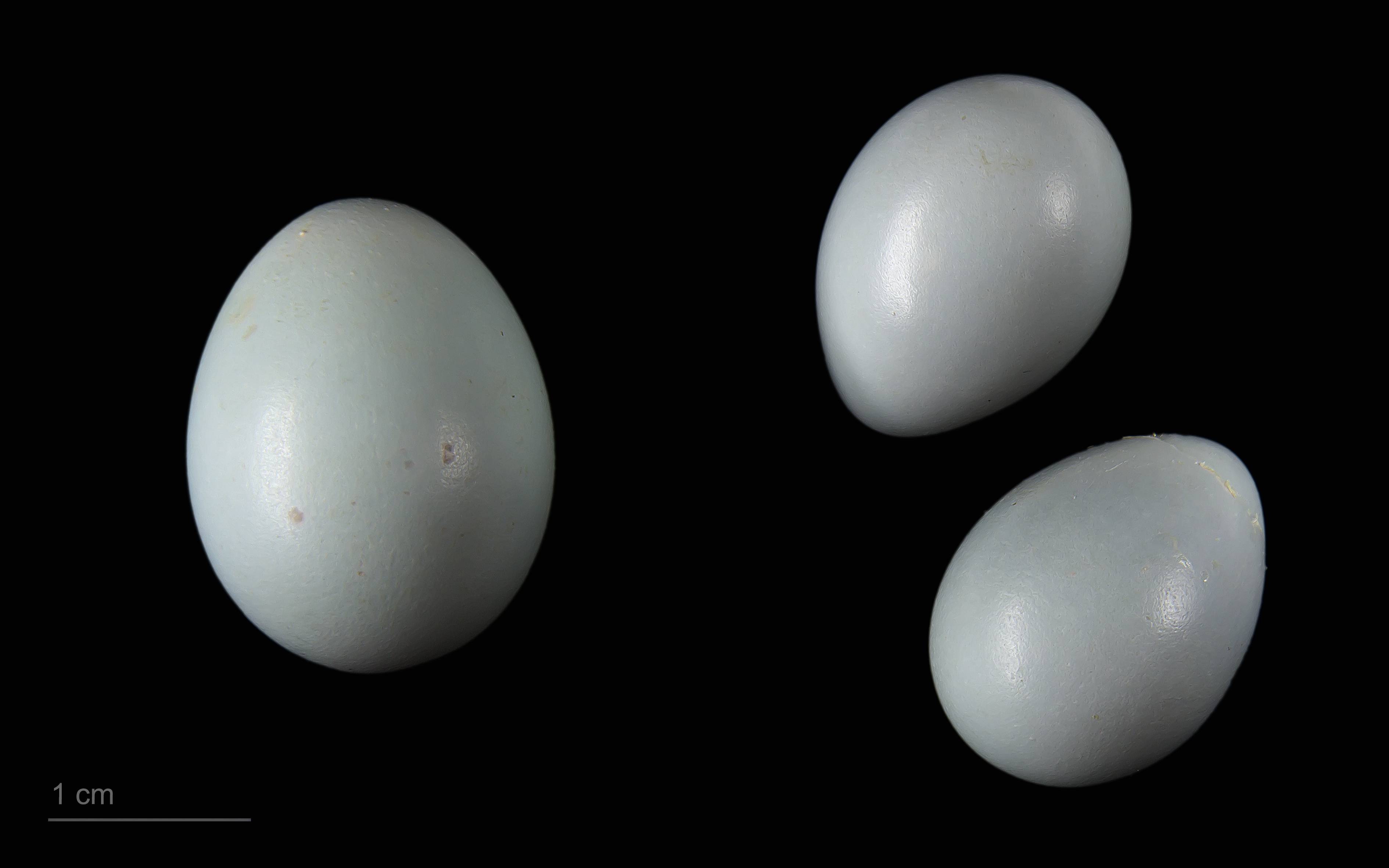
Cuculus canorus bangsi em um ninho de Phoenicurus moussieri - MHNT

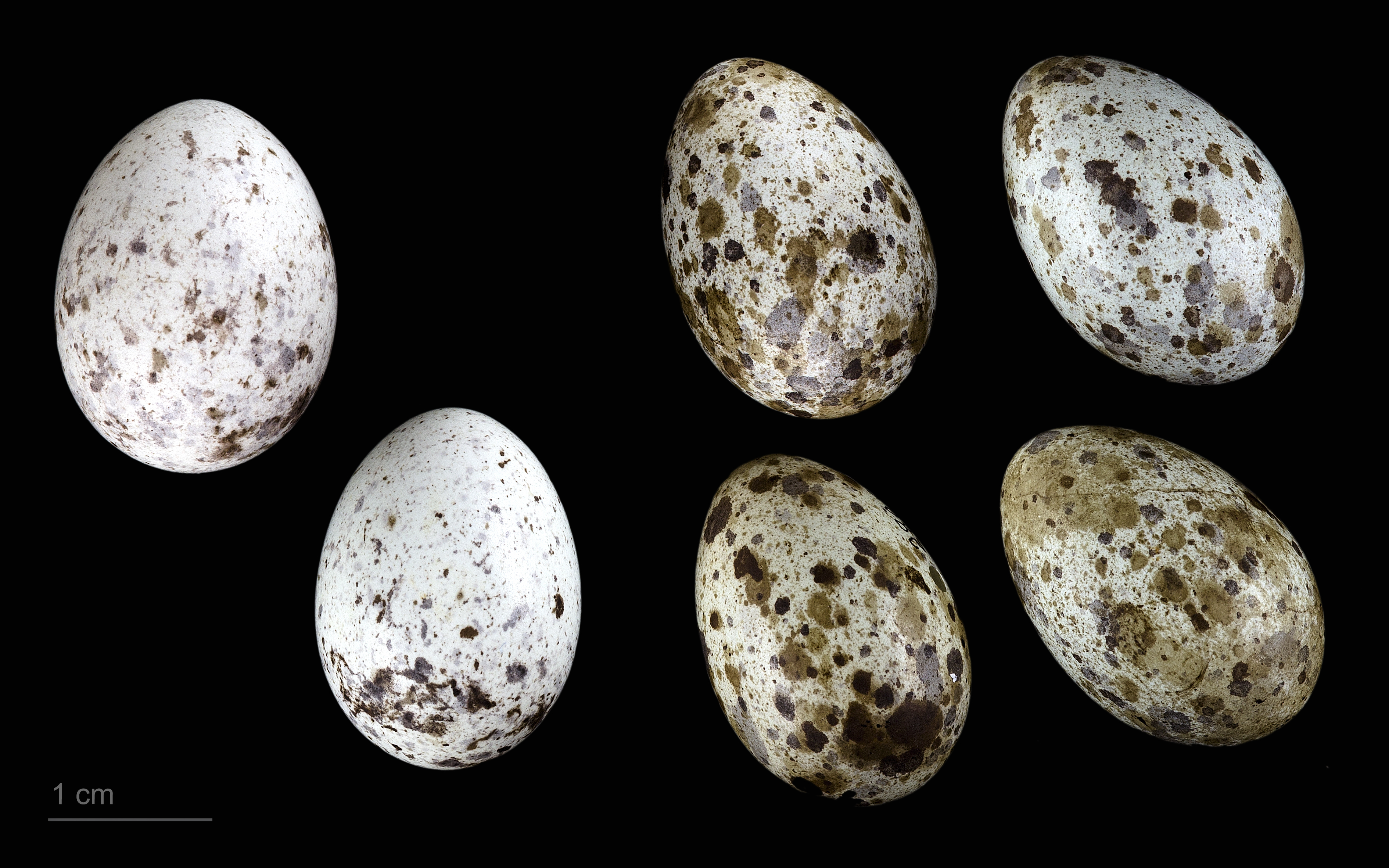
Cuculus canorus canorus em um ninho de Acrocephalus arundinaceus - MHNT

Cuco-canoro (Cuculus canorus) (Cuculus canorus) é uma ave pertencente à ordem Cuculiformes e à família Cuculidae. O nome "cuco" é onomatopaico e deriva do facto de o canto do macho ser composto por uma sequência de duas notas, que soam como "cu-cu".  Em Portugal o canto do cuco faz-se ouvir sobretudo de finais de Março a meados de Junho.
É uma espécie parasita, o que significa que, em vez de construir um ninho, deposita os seus ovos nos ninhos de outras aves, nomeadamente de pequenos insectívoros, como a ferreirinha-comum, o pisco-de-peito-ruivo e o rouxinol-pequeno-dos-caniços, entre outras espécies. As aves em cujos ninhos os ovos são colocados recebem o nome de hospedeiros e ficam com a tarefa de cuidar do jovem cuco até este ser independente.
No fim da primavera, a fêmea do cuco procura lares adoptivos para os seus ovos. Quando encontra um hospedeiro apropriado — aves cujos ovos se assemelham ao dos cucos — ela espera até que o ninho deixe de estar vigiado, retira um dos ovos do hospedeiro e substitui-o pelo seu.
Os filhotes do cuco também já apresentam um estratagema de sobrevivência traiçoeiro, aparentemente gravado geneticamente, pois, segundo David Attenborough, logo ao saírem dos ovos, empurram para fora do ninho os recém-nascidos autênticos de uma ninhada, tomando-lhes o lugar.[carece de fontes?]
O cuco é migrador: reproduz-se na Europa e inverna em África.
Em 2018, um cuco-canoro foi registrado na ilha de Fernando de Noronha, no Brasil.

## Subespécies
São reconhecidas quatro subespécies:
- Cuculus canorus bangsi (Oberholser, 1919) - Península Ibérica, Ilhas Baleares e noroeste da África. Inverna na África.
- Cuculus canorus canorus (Linnaeus, 1758) - Europa, Sibéria até Kamchatka e Japão. Inverna no sul da África.
- Cuculus canorus subtelephonus (Sarudny, 1914) - Turquestão até sul da Mongólia. Inverna no sul da Ásia e na África
- Cuculus canorus bakeri (Hartert, E, 1912) - oeste da China até o norte da Índia, Nepal, Myanmar, noroeste da Tailândia e sul da China.